# أبوسومات قصيرة الذيل
الأبوسومات قصيرة الذيل (الاسم العلمي: Monodelphini) هي قبيلة من الثدييات تتبع فصيلة الأبوسوميات الأمريكية من رتبة أبوسوميات الشكل.

## التصنيف
- نديدات الأبوسوم قصير الذيل
  - الأبوسوم قصير الذيل